# Henry Pelham (3e comte de Chichester)
Pour les articles homonymes, voir Henry Pelham (homonymie).
Henry Thomas Pelham, 3e comte de Chichester (25 août 1804 - 15 mars 1886), titré Lord Pelham de 1805 à 1826, est militaire et pair héréditaire britannique.

## Biographie

### Jeunesse
Il est né à Stratton Street, Piccadilly, Londres, il est le fils de Thomas Pelham, 2e comte de Chichester et de Mary Henrietta Juliana Osborne, fille de Francis Osborne, 5e duc de Leeds. 
Il fait ses études à la Westminster School et au Trinity College, à Cambridge.

### Vie adulte
Il est nommé le 24 juin 1824 comme cornet dans le 6e (Inniskilling) Dragoons avant d'être transféré à la Royal Horse Guards le 14 octobre de la même année. Il succède à son père comme comte de Chichester en 1826. Devenu lieutenant-adjoint du Sussex le 5 avril 1827, promu lieutenant le 28 avril, il devient capitaine le 30 avril 1828. Il devient major le 3 avril 1828 et quitte l'armée en 1844. 
Lord Chichester est commissaire ecclésiastique de 1841 à 1886, président de la Royal Agricultural Society en 1849 et Lord Lieutenant du Sussex de 1860 à 1886. Il a également démoli et reconstruit l'église Stanmer.
Il est décédé au domaine familial de Stanmer House. Son fils aîné, Walter Pelham, 4e comte de Chichester, lui succède.

#### Chambre des lords
Il succède à son père Thomas Pelham, 2e comte de Chichester à la Chambre des lords. Il participe avec les crossbencher aux débats à la chambre à hauteur de 88 interventions.

## Famille
Il épouse à l'église St. Mary's de Londres, le 18 août 1828, Lady Mary Brudenell (1806-1867), fille de Robert Brudenell, 6e comte de Cardigan et de Penelope Anne Cooke. Ils ont sept enfants :
- Lady Harriet Mary Pelham (5 juin 1829 - 4 septembre 1905) épouse John Bligh, 6e comte de Darnley (16 avril 1827 - 14 décembre 1896), dont descendance ;
- Lady Susan Emma Pelham (17 décembre 1830 - 30 septembre 1875) épouse Abel Smith (30 décembre 1829 - 30 mai 1898), dont descendance ;
- Lady Isabella Charlotte Pelham (20 avril 1836 - 11 décembre 1916) épouse Samuel Whitbread (5 mai 1830 - 25 décembre 1915), dont descendance ;
- Walter Pelham, 4e comte de Chichester (22 septembre 1838 - 28 mai 1902) épouse Elizabeth Mary Bligh (22 mars 1837 - 7 décembre 1911), sans descendance ;
- Francis Pelham, 5e comte de Chichester (18 octobre 1844 - 21 avril 1905) épouse Alice Carr Glyn (11 mars 1842 - 1er février 1934), dont descendance ;

- Thomas Henry William Pelham (21 décembre 1847 - 23 décembre 1916)[2] épouse Louisa Keith Bruce (19 septembre 1847 - 3 avril 1940), dont descendance ;
- Arthur Lowther Pelham (28 décembre 1850 - 12 février 1929), célibataire, sans enfants.